# تمساحيات طيرية
التمساحيات الطيرية (الاسم العلمي: Avesuchia) هي مجموعة تصنيفية من الزواحف تتبع فوق رتبة العظائيات من طائفة شبيهات الزواحف.

## التصنيف
- مشطيات القدم الطيرية
  - طيريات الرقبة
    - أشباه الديناصورات
      - ديناصوريات الشكل